# Mahovnik
Mahovnik je naselje v občini Kočevje.